# District de Tournavista
Le district de Tournavista est l'un des cinq districts de la province de Puerto Inca au Pérou.

## Source
- (en) Cet article est partiellement ou en totalité issu de l’article de Wikipédia en anglais intitulé « Tournavista District » (voir la liste des auteurs).